# 샘 스트라이크
샘 스트라이크(영어: Sam Strike, 1994년 1월 18일 ~ )는 잉글랜드의 배우이다.